# Eddie Chambers
Edward „Eddie” Chambers (ur. 29 marca 1982 w Pittsburghu) – amerykański bokser wagi ciężkiej, pretendent do tytułu mistrza świata federacji IBF, WBO i IBO.

## Kariera zawodowa
29 grudnia 2000 roku Eddie Chambers zadebiutował na zawodowym ringu, pokonując w 2. rundzie przez techniczny nokaut Tyrone'a Austina.
9 września 2005 Chambers pokonał jednogłośnie na punkty, po 12 rundach, Roberta Hawkinsa. Stawką pojedynku był wakujący pas mistrza stanu Pensylwania oraz tytuł mistrza świata federacji IBU w kategorii ciężkiej.
2 listopada 2007 pokonał niejednogłośnie na punkty Calvina Brocka po 12 rundach. Walka była jednym z pojedynków eliminacyjnych federacji IBF.
26 stycznia 2008 Chambers przegrał główny eliminator federacji IBF, ulegając jednogłośnie na punkty, po 12 rundach, Rosjaninowi Aleksandrowi Powietkinowi.
27 marca 2009 Eddie Chambers wygrał walkę z Samuelem Peterem, pokonując po 10 rundach Nigeryjczyka decyzją sędziów dwa do remisu.
4 lipca 2009 zmierzył się z Ukraińcem Ołeksandrem Dymytrenką. Walkę, mającą status oficjalnego eliminatora WBO, wygrał Amerykanin, pokonując rywala po 12 rundach dwa do remisu.
20 marca 2010 Chambers przegrał z Wołodymyrem Kłyczką w 12. rundzie przez nokaut. Stawką walki były trzy pasy mistrza świata w wadze ciężkiej, federacji IBF, WBO oraz IBO.
11 lutego 2011 Eddie Chambers pokonał, po 12 rundach, jednogłośnie na punkty Derrica Rossy'ego stosunkiem 115-112, 117-110 i 120-107. Była to pierwsza walka turnieju eliminacyjnego o prawo pojedynku, o mistrzostwo świata federacji IBF. Chambers w finale zmierzy się, ze zwycięzcą drugiego eliminatora, w którym zmierzą się Samuel Peter oraz Maurice Harris.
16 czerwca 2012 na gali w Newark Eddie Chambers zmierzył się z Tomaszem Adamkiem. W pojedynku, którego stawką był pas IBF North America, zwyciężył jednogłośnie na punkty Polak, stosunkiem 119:109 i dwukrotnie 116:112.
3 sierpnia 2013 roku Chambers stoczył swój pierwszy pojedynek w niższej kategorii wagowej (junior ciężkiej) i przegrał na punkty z Thabiso Mchunu.
18 września 2015 w Atlantic City wygrał przez techniczny nokaut w trzeciej rundzie z rodakiem Galenem Brownem (42-32-1, 25 KO).